# Iryna Burjačok
Iryna Burjačok, accreditata come Irina Buryachok dalla WTA (in ucraino Ірина Бурячок?; 5 luglio 1985), è un'ex tennista ucraina.

## Statistiche WTA

### Doppio

#### Vittorie (2)
| Legenda               |
| --------------------- |
| Grande Slam (0)       |
| Ori Olimpici (0)      |
| WTA Finals (0)        |
| Premier Mandatory (0) |
| Premier 5 (0)         |
| Premier (0)           |
| International (2)     |

| N. | Data           | Torneo             | Superficie | Compagna           | Avversarie in finale               | Punteggio           |
| 1. | 28 luglio 2012 | Baku Cup, Baku     | Cemento    | Valerija Solov'ëva | Eva Birnerová Alberta Brianti      | 6-3, 6-2            |
| 2. | 28 luglio 2013 | Baku Cup, Baku (2) | Cemento    | Oksana Kalašnikova | Eléni Daniilídou Aleksandra Krunić | 4-6, 7-6(3), [10-4] |

#### Sconfitte (1)
| Legenda               |
| --------------------- |
| Grande Slam (0)       |
| Argenti Olimpici (0)  |
| WTA Finals (0)        |
| Premier Mandatory (0) |
| Premier 5 (0)         |
| Premier (0)           |
| International (1)     |

| N. | Data           | Torneo                  | Superficie | Compagna           | Avversarie in finale         | Punteggio |
| 1. | 5 gennaio 2013 | Shenzhen Open, Shenzhen | Cemento    | Valerija Solov'ëva | Chan Hao-ching Chan Yung-jan | 0-6, 5-7  |

## Circuito WTA 125

### Doppio

#### Sconfitte (1)
| N. | Data              | Torneo                    | Superficie | Compagna           | Avversarie in finale      | Punteggio |
| 1. | 27 settembre 2013 | Ningbo Challenger, Ningbo | Cemento    | Oksana Kalašnikova | Chan Yung-jan Zhang Shuai | 2-6, 1-6  |

## Statistiche ITF

### Singolare

#### Vittorie (4)
| Torneo $100.000 (0) |
| Torneo $80.000 (0)  |
| Torneo $75.000 (0)  |
| Torneo $60.000 (0)  |
| Torneo $50.000 (0)  |
| Torneo $25.000 (2)  |
| Torneo $15.000 (0)  |
| Torneo $10.000 (2)  |

| N. | Data           | Torneo                                                 | Superficie  | Avversaria in finale   | Punteggio        |
| 1. | 30 aprile 2006 | Dubovnik & Riviera Cavtat Open, Ragusa Vecchia         | Terra rossa | Caroline Maes          | 3–6, 6–4, 6–1    |
| 2. | 2 maggio 2009  | Internazionali Femminili di Tennis di Brescia, Brescia | Terra rossa | Anna-Giulia Remondina  | 6-3, 6-3         |
| 3. | 14 giugno 2009 | Internazionali Regione Molise, Campobasso              | Terra rossa | Nathalie Viérin        | 6-4, 6-4         |
| 4. | 16 maggio 2011 | Internazionali Femminili di Tennis di Brescia, Brescia | Terra rossa | Giulia Gatto-Monticone | 6(5)–7, 6-2, 6-2 |

#### Sconfitte (6)
| Torneo $100.000 (0) |
| Torneo $80.000 (0)  |
| Torneo $75.000 (0)  |
| Torneo $60.000 (0)  |
| Torneo $50.000 (0)  |
| Torneo $25.000 (3)  |
| Torneo $15.000 (0)  |
| Torneo $10.000 (3)  |

| N. | Data              | Torneo                                                      | Superficie    | Avversaria in finale  | Punteggio          |
| 1. | 9 aprile 2005     | Marjorie Sherman Circuit, Ramat HaSharon                    | Cemento       | Iveta Gerlová         | 6–3, 4–6, 1–6      |
| 2. | 26 luglio 2008    | Sapronov-tennis Kharkiv Ladies Cup, Charkiv                 | Terra rossa   | Kristina Antoniychuk  | 3–6, 6–4, 1–6      |
| 3. | 14 settembre 2008 | Innsbruck Open, Innsbruck                                   | Terra rossa   | Evelyn Mayr           | 1–6, 6–2, 1–6      |
| 4. | 27 settembre 2009 | Torneo Internacional Ciudad de Alcorcón, Madrid             | Cemento       | Sílvia Soler Espinosa | 3-6, 4-6           |
| 5. | 14 marzo 2010     | Internationale Badische Damen Hallenmeisterschaften, Buchen | Sintetico (i) | Romina Oprandi        | 1-6, 3-6           |
| 6. | 25 settembre 2010 | Telavi Open, Telavi                                         | Terra rossa   | Melanie Klaffner      | 6–3, 0–6, 0–3 rit. |